# Али паша (Сярско)
Вижте пояснителната страница за други значения на Али паша.
Али паша (на гръцки: Νεροχώρι, Нерохори, до 1927 година Αλή Πασά, Али Паса) е бивше село в Република Гърция, Егейска Македония, дем Долна Джумая (Ираклия).

## География
Руините на селото са разположени на няколко километра западно от демовия център Долна Джумая (Ираклия) в посока село Хазнатар (Хрисохорафа).

## История
През XIX век и началото на XX век Али паша е чисто българско чифликчийско селище, числящо се към Сярската каза на Османската империя. В „Етнография на вилаетите Адрианопол, Монастир и Салоника“, издадена в Константинопол в 1878 година и отразяваща статистиката на населението от 1873 г., Али паша (Ali-pacha) е посочено като селище в Сярска каза с 40 домакинства, като жителите му са 140 българи.
В 1891 година Георги Стрезов пише за селото:
| „ | Али паша, чифлик на Париш Андонаки от Сяр; до Джумая 3/4 час; път равен. Земя плодородна до немай-къде. Черкуват се в Хазнатар. | “ |

Според статистиката на Васил Кънчов („Македония. Етнография и статистика“) от 1900 година селото брои 384 жители българи християни.
В първото десетилетие на XX век населението на Али паша (Ali-Pacha) е в лоното на Цариградската патриаршия. По данни на секретаря на Българската екзархия Димитър Мишев („La Macédoine et sa Population Chrétienne“) в 1905 година населението на селото се състои от 280 българи патриаршисти гъркомани.
При избухването на Балканската война в 1912 година двама души от Али паша са доброволци в Македоно-одринското опълчение.

## Личности
Родени в Али паша
- Иван Парашкалиев (1874 – ?), македоно-одрински опълченец, четата на Таско Спасов[7]